# 공찬
공찬(본명: 공찬식, 1993년 8월 14일~)은 대한민국의 보이 그룹 B1A4의 서브보컬, 리드댄서를 맡고 있다.
181cm 60kg

## 학력
- 순천비봉초등학교
- 순천이수중학교
- 순천제일고등학교 (전학) → 서울공연예술고등학교 (졸업)

## 생애

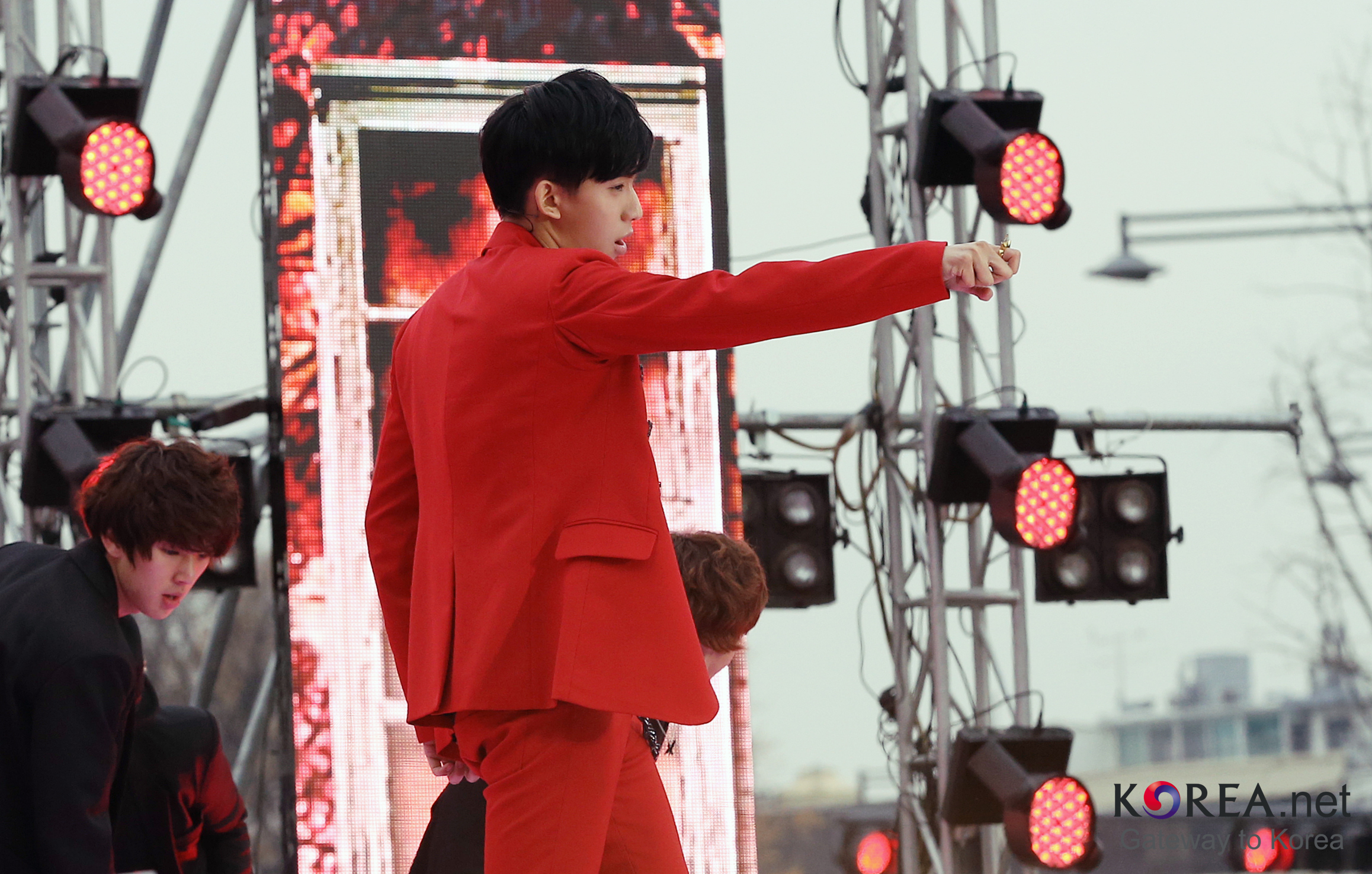
광화문에서 무대중인 공찬

공찬은 1993년 8월 14일 전라남도 순천시에서 태어나, 학창 시절을 보내던 도중 인터넷 사이트에 올라온 사진을 보고 캐스팅 제의를 보내온 WM 엔터테인먼트에 합격 통지서를 받고 친구들의 도움으로 홀로 서울로 상경했다.
2011년 4월 23일 MBC 《쇼! 음악중심》에서 정식 데뷔무대를 가져 19살의 나이로 B1A4의 구성원이 되었다.
팀내 유독 잘생긴 외모와 아름다운 미성으로 팬을 끌어모으는 멤버로 MBC 《스타 다이빙 쇼 스플래시》에 고정으로 들어가 고소공포증을 딛고 1위를 기록했다.
2014년 말, 마마무의 두번째 타이틀곡 〈Piano Man〉의 뮤직비디오의 남주인공으로 촬영을 했으며, 레인보우의 조현영과 함께 SBS MTV의 《2014 BEST OF THE BEST》의 공동 MC를 맡았다. 2015년 여름에는 KBS2 《글로벌 리퀘스트 쇼 - 어송포유》 시즌4의 MC로 낙점되기도 하였다.
가을에는 웹드라마 《맛있는 연애》의 남자주인공 '하린'역에 캐스팅 되어, 처음으로 연기자 데뷔를 하게 되었다.

## 출연 작품

### 진행
- 2014년 ~ 2015년 SBS MTV 《2014 BEST OF THE BEST》 (With 조현영)
- 2015년 KBS2 《글로벌 리퀘스트 쇼 - 어송포유》 (With 강인, 엠버)
- 2018년 MBC 《비긴어게임》 (With 김준현, 김희철, 신동, 기욤 패트리, 조현)

### 드라마
| 연도   | 방송사                  | 드라마                          | 배역   | 출연 횟수 | 비고               |
| ------ | ----------------------- | ------------------------------- | ------ | --------- | ------------------ |
| 2015년 | 네이버 TV               | 맛있는 연애                     | 박성준 | 6회       | 첫 웹드라마 주연작 |
| 2019년 | 네이버 TV(플레이리스트) | 나의 이름에게                   | 유재하 | 6회       | 진짜 잘생기게 나옴 |
| 2020년 | MBC every1              | 연애는 귀찮지만 외로운 건 싫어! | 정훈   |           |                    |
| 2021년 | WHYNOT(콬TV)            | 모꼬지 키친                     | 이무영 |           | 웹드라마           |
| 2023년 | 티빙                    | 비의도적 연애담                 | 지원영 |           |                    |
| 2024년 | B-PLAY                  | 내짝남X날짝남                   | 차은환 |           | 웹드라마           |
| 2024년 | KBS2                    | 개소리                          | 강민우 |           |                    |

### 영화
- 《미스터 보스》 (2020년) - 현준 역

### 예능
- 2011년 SBS MTV 《매치업》
- 2012년 ~ 2014년 SBS 《놀라운 대회 스타킹》
- 2013년 KBS2 《출발드림팀 시즌 2》
- 2013년 MBC 《스타 다이빙 쇼 스플래시》
- 2014년 KBS2 《위기탈출 넘버원》
- 2014년 ~ 2015년 KBS2 《대국민 토크쇼 안녕하세요》
- 2015년 KBS1 《이웃집 찰스》
- 2016년 네이버TV 《꽃미남 브로맨스》
- 2016년 ~ 2017년 SBS 《게임쇼 유희낙락》
- 2019년 MBC 《독립원정대의 하루, 살이》
- 2019년 SBS 《톡톡 정보 브런치 - 서울, 어디가지?》
- 2024년 JTBC 《톡파원25시》

### 뮤직비디오
- 2014년 마마무 - 《Piano Man》
- 2016년 오마이걸 - 《Liar Liar》